# 泰国—尼日利亚关系
泰国—奈及利亞关系是指泰国和奈及利亞之間历史上与现代的雙邊關係。两国於1962年11月1日建立邦交，从而使得奈及利亞成为泰国在非洲的第二个邦交国。建交以来双边关系友好顺利发展，各领域交流频繁。

## 政治交流
1960年10月1日，奈及利亞脱离大英帝国独立，泰国随即於1962年11月1日與奈及利亞建立邦交，奈及利亞也是泰国在撒哈拉以南非洲的第一个邦交国，也是其在非洲的第二个邦交国，仅次于1954年建交的埃及，泰国更在邦交建立第二年便在拉各斯设立了大使馆:7。
20世纪70年代，泰国实施“新外交政策”后，致力于加强与包括奈及利亞在内的非洲国家之双边关系。此後兩國關係也得到了進一步的發展:334-335。